# 能義郡
- 令制国一覧 > 山陰道 > 出雲国 > 能義郡
- 日本 > 中国地方 > 島根県 > 能義郡

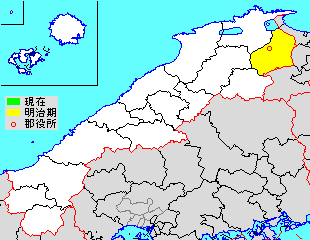
島根県能義郡の位置

能義郡（のぎぐん）は、島根県（出雲国）にあった郡。

## 郡域
1879年（明治12年）に行政区画として発足した当時の郡域は、現在の安来市の大部分（西荒島町を除く）にあたる。

## 歴史

### 古代
平安時代以前は意宇郡の一角に区分されていた。名前については、この地に設けられた野城駅（のぎのうまや）に由来すると言われる（『出雲国風土記』）。

#### 式内社
『延喜式』神名帳に記される郡内の式内社。
| 神名帳           | 神名帳        | 神名帳 | 神名帳 | 比定社     | 比定社                | 比定社 | 集成 |
| 社名             | 読み          | 格     | 付記   | 社名       | 所在地                | 備考   | 集成 |
| ---------------- | ------------- | ------ | ------ | ---------- | --------------------- | ------ | ---- |
| 能義郡 1座（小） |               |        |        |            |                       |        |      |
| 天穂日命神社     | アマノホヒノ- | 小     |        | 支布佐神社 | 島根県安来市吉佐町365 |        |      |
| 凡例を表示       |               |        |        |            |                       |        |      |

### 近世以降の沿革
- 「旧高旧領取調帳データベース」に記載されている明治初年時点での支配は以下の通り[注 1]。（1町92村）

| 知行 | 知行           | 村数     | 村名 |
| ---- | -------------- | -------- | --- |
| 藩領 | 出雲松江藩     | 30村     | 荒島村、日白村、東赤江村、西赤江村、上坂田村、下坂田村、吉佐村、安来宮内村、和田村、黒鳥村、細井村、島田村、門生村、吉岡村、野外村、佐久保村、早田村、九重村、清井村、清水村、上吉田村、下吉田村、柿谷村、折坂村、鳥木村、今津村、中津村、飯島村、切川村、安来村                                   |
| 藩領 | 出雲広瀬藩     | 1町 33村 | 広瀬、野方村、東比田村、西比田村、布部村、奥田原村、宇波村、菅沢村、上山佐村、下山佐村、下田原村、牧谷村、広瀬村、山形帳村、町帳村、広島原村、祖父谷村、石原村、植田村、神庭村、岩舟村、中島村、下田頼村、新宮村、古川村、矢田村、東松井村、西松井村、実松村、飯生村、利弘村、沢村、赤崎村、月坂村 |
| 藩領 | 出雲母里藩     | 28村     | 下十年畑村、上十年畑村、草野村、上小竹村、下小竹村、赤屋村、須山福富村、高江寸次村、日次村、横屋村、峠之内村、三坂大畑村、市中屋村、西母里村、東母里村、服部村、安田中村、安田宮内村、安田関村、未明村、北安田村、大塚村、西谷村、上清瀬村、安田山形村、梶福留村、久白村、大平村                   |
| 藩領 | 松江藩・母里藩 | 1村      | 清瀬村 |

- 明治4年
  - 7月14日（1871年8月29日） - 廃藩置県により松江県、広瀬県、母里県の管轄となる。
  - 11月15日（1871年12月26日） - 第1次府県統合により、全域が島根県の管轄となる。
- 明治8年（1875年）[1]
  - 9月5日（1町84村）
    - 和田村・黒鳥村・細井村が合併して黒井田村となる。
    - 菅沢村・下田原村が合併して菅原村となる。
    - 牧谷村・山形帳村・新宮村が合併して富田村となる。
    - 服部村・北安田村・上清瀬村が合併して安田村となる。
    - 広島原村が町帳村に合併。

  - 10月17日（1町82村）
    - 三坂大畑村・大平村が市中屋村に合併。
- 明治9年（1876年）8月3日 - 下田頼村が田頼村に、東松井村が能義村にそれぞれ改称[1]。
- 明治12年（1879年）1月12日 - 郡区町村編制法の島根県での施行により行政区画としての能義郡が発足。郡役所が広瀬町に設置。

### 町村制以降の沿革

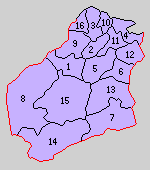
1.広瀬町 2.能義村 3.赤江村 4.島田村 5.大塚村 6.母里村 7.赤屋村 8.山佐村 9.飯梨村 10.安来町 11.宇賀荘村 12.安田村 13.井尻村 14.比田村 15.布部村 16.荒島村（紫：安来市）

- 明治22年（1889年）4月1日 - 町村制の施行により、下記の町村が発足。全域が現・安来市。（2町14村）
  - 広瀬町 ← 広瀬村、広瀬[注 14]、祖父谷村、富田村、町帳村
  - 能義村 ← 矢田村、能義村、実松村、飯生村、利弘村、沢村、月坂村、赤崎村
  - 赤江村 ← 東赤江村、上坂田村、中津村、今津村、下坂田村、切川村
  - 島田村 ← 黒井田村、島田村、門生村、吉佐村
  - 大塚村 ← 大塚町[注 15]、大塚村、鳥木村、上吉田村、下吉田村
  - 母里村 ← 母里町[注 15]、西母里村、東母里村
  - 赤屋村 ← 上小竹村、下小竹村、赤屋村、下十年畑村、上十年畑村、草野村
  - 山佐村 ← 上山佐村、下山佐村、奥田原村、西谷村
  - 飯梨村 ← 石原村、古川村、植田村、神庭村、岩舟村、中島村、西松井村、田頼村
  - 安来町 ← 安来町[注 15]、安来村、飯島村、安来宮内村
  - 宇賀荘村 ← 清瀬村、清井村、野外村、九重村、早田村、清水村、佐久保村、折坂村、野方村、吉岡村、柿谷村
  - 安田村 ← 安田村、安田中村、安田関村、安田宮内村、安田山形村、未明村
  - 井尻村 ← 井尻町[注 16]、市中屋村、高江寸次村、須山福富村、日次村、横屋村、峠之内村
  - 比田村 ← 西比田村、西比田町[注 15]、梶福留村、東比田村
  - 布部村 ← 布部村、宇波村、菅原村
  - 荒島村 ← 荒島村、日白村、久白村、西赤江村
- 大正12年（1923年）4月1日 - 郡会が廃止。郡役所は存続。
- 大正15年（1926年）7月1日 - 郡役所が廃止。以降は地域区分名称となる。
- 昭和23年（1948年）6月15日 - 八束郡意東村の一部（大字下意東の一部[注 17]）が荒島村に編入。
- 昭和26年（1951年）4月1日 - 安来町・能義村・宇賀荘村が合併し、改めて安来町が発足。（2町12村）
- 昭和27年（1952年）11月3日 - 安田村・母里村・井尻村が合併して伯太村が発足。（2町10村）
- 昭和29年（1954年）4月1日（1町4村）
  - 安来町・飯梨村・荒島村・赤江村・島田村・大塚村が合併して安来市が発足し、郡より離脱。
  - 赤屋村が伯太村に編入。
- 昭和30年（1955年）1月10日 - 広瀬町・比田村・山佐村が安来市の一部（石原町）と合併し、改めて広瀬町が発足。（1町2村）
- 昭和31年（1956年）1月1日 - 伯太村が町制施行して伯太町となる。（2町1村）
- 昭和32年（1957年）4月1日 - 布部村の一部（菅原）が広瀬町に編入。
- 昭和42年（1967年）8月1日 - 布部村が広瀬町に編入。（2町）
- 平成16年（2004年）10月1日 - 広瀬町・伯太町が安来市と合併し、改めて安来市が発足。同日能義郡消滅。

### 変遷表
| 明治22年以前         | 明治22年以前              | 明治22年 4月1日 町村制施行 | 明治22年 - 昭和29年          | 明治22年 - 昭和29年         | 昭和30年 - 昭和39年         | 昭和40年 - 昭和64年         | 平成元年 - 現在        | 現在   |
| -------------------- | ------------------------- | -------------------------- | ---------------------------- | --------------------------- | --------------------------- | --------------------------- | ---------------------- | ------ |
| 意宇郡下意東村の一部 | 意宇郡下意東村の一部      | 意宇郡 意宇村 （一部）     | 昭和23年6月15日 荒島村に編入 | 昭和29年4月1日 安来市       | 安来市                      | 安来市                      | 平成16年10月1日 安来市 | 安来市 |
| 荒島村               | 荒島村                    | 荒島村                     | 荒島村                       | 昭和29年4月1日 安来市       | 安来市                      | 安来市                      | 平成16年10月1日 安来市 | 安来市 |
| 日白村               |                           | 荒島村                     | 荒島村                       | 昭和29年4月1日 安来市       | 安来市                      | 安来市                      | 平成16年10月1日 安来市 | 安来市 |
| 久白村               |                           | 荒島村                     | 荒島村                       | 昭和29年4月1日 安来市       | 安来市                      | 安来市                      | 平成16年10月1日 安来市 | 安来市 |
| 西赤江村             |                           | 荒島村                     | 荒島村                       | 昭和29年4月1日 安来市       | 安来市                      | 安来市                      | 平成16年10月1日 安来市 | 安来市 |
| 東赤江村             | 東赤江村                  | 赤江村                     | 赤江村                       | 昭和29年4月1日 安来市       | 安来市                      | 安来市                      | 平成16年10月1日 安来市 | 安来市 |
| 上坂田村             |                           | 赤江村                     | 赤江村                       | 昭和29年4月1日 安来市       | 安来市                      | 安来市                      | 平成16年10月1日 安来市 | 安来市 |
| 下坂田村             |                           | 赤江村                     | 赤江村                       | 昭和29年4月1日 安来市       | 安来市                      | 安来市                      | 平成16年10月1日 安来市 | 安来市 |
| 中津村               |                           | 赤江村                     | 赤江村                       | 昭和29年4月1日 安来市       | 安来市                      | 安来市                      | 平成16年10月1日 安来市 | 安来市 |
| 今津村               |                           | 赤江村                     | 赤江村                       | 昭和29年4月1日 安来市       | 安来市                      | 安来市                      | 平成16年10月1日 安来市 | 安来市 |
| 切川村               |                           | 赤江村                     | 赤江村                       | 昭和29年4月1日 安来市       | 安来市                      | 安来市                      | 平成16年10月1日 安来市 | 安来市 |
| 島田村               | 島田村                    | 島田村                     | 島田村                       | 昭和29年4月1日 安来市       | 安来市                      | 安来市                      | 平成16年10月1日 安来市 | 安来市 |
| 門生村               |                           | 島田村                     | 島田村                       | 昭和29年4月1日 安来市       | 安来市                      | 安来市                      | 平成16年10月1日 安来市 | 安来市 |
| 吉佐村               |                           | 島田村                     | 島田村                       | 昭和29年4月1日 安来市       | 安来市                      | 安来市                      | 平成16年10月1日 安来市 | 安来市 |
| 和田村               | 明治8年9月5日 黒井田村    | 島田村                     | 島田村                       | 昭和29年4月1日 安来市       | 安来市                      | 安来市                      | 平成16年10月1日 安来市 | 安来市 |
| 黒鳥村               | 明治8年9月5日 黒井田村    | 島田村                     | 島田村                       | 昭和29年4月1日 安来市       | 安来市                      | 安来市                      | 平成16年10月1日 安来市 | 安来市 |
| 細井村               | 明治8年9月5日 黒井田村    | 島田村                     | 島田村                       | 昭和29年4月1日 安来市       | 安来市                      | 安来市                      | 平成16年10月1日 安来市 | 安来市 |
| 大塚町               | 大塚町                    | 大塚村                     | 大塚村                       | 昭和29年4月1日 安来市       | 安来市                      | 安来市                      | 平成16年10月1日 安来市 | 安来市 |
| 大塚村               |                           | 大塚村                     | 大塚村                       | 昭和29年4月1日 安来市       | 安来市                      | 安来市                      | 平成16年10月1日 安来市 | 安来市 |
| 鳥木村               |                           | 大塚村                     | 大塚村                       | 昭和29年4月1日 安来市       | 安来市                      | 安来市                      | 平成16年10月1日 安来市 | 安来市 |
| 上吉田村             |                           | 大塚村                     | 大塚村                       | 昭和29年4月1日 安来市       | 安来市                      | 安来市                      | 平成16年10月1日 安来市 | 安来市 |
| 下吉田村             |                           | 大塚村                     | 大塚村                       | 昭和29年4月1日 安来市       | 安来市                      | 安来市                      | 平成16年10月1日 安来市 | 安来市 |
| 安来町               | 安来町                    | 安来町                     | 昭和26年4月1日 安来町        | 昭和29年4月1日 安来市       | 安来市                      | 安来市                      | 平成16年10月1日 安来市 | 安来市 |
| 安来村               |                           | 安来町                     | 昭和26年4月1日 安来町        | 昭和29年4月1日 安来市       | 安来市                      | 安来市                      | 平成16年10月1日 安来市 | 安来市 |
| 飯島村               |                           | 安来町                     | 昭和26年4月1日 安来町        | 昭和29年4月1日 安来市       | 安来市                      | 安来市                      | 平成16年10月1日 安来市 | 安来市 |
| 安来宮内村           |                           | 安来町                     | 昭和26年4月1日 安来町        | 昭和29年4月1日 安来市       | 安来市                      | 安来市                      | 平成16年10月1日 安来市 | 安来市 |
| 清瀬村               | 清瀬村                    | 宇賀荘村                   | 昭和26年4月1日 安来町        | 昭和29年4月1日 安来市       | 安来市                      | 安来市                      | 平成16年10月1日 安来市 | 安来市 |
| 清井村               |                           | 宇賀荘村                   | 昭和26年4月1日 安来町        | 昭和29年4月1日 安来市       | 安来市                      | 安来市                      | 平成16年10月1日 安来市 | 安来市 |
| 野外村               |                           | 宇賀荘村                   | 昭和26年4月1日 安来町        | 昭和29年4月1日 安来市       | 安来市                      | 安来市                      | 平成16年10月1日 安来市 | 安来市 |
| 九重村               |                           | 宇賀荘村                   | 昭和26年4月1日 安来町        | 昭和29年4月1日 安来市       | 安来市                      | 安来市                      | 平成16年10月1日 安来市 | 安来市 |
| 早田村               |                           | 宇賀荘村                   | 昭和26年4月1日 安来町        | 昭和29年4月1日 安来市       | 安来市                      | 安来市                      | 平成16年10月1日 安来市 | 安来市 |
| 清水村               |                           | 宇賀荘村                   | 昭和26年4月1日 安来町        | 昭和29年4月1日 安来市       | 安来市                      | 安来市                      | 平成16年10月1日 安来市 | 安来市 |
| 佐久保村             |                           | 宇賀荘村                   | 昭和26年4月1日 安来町        | 昭和29年4月1日 安来市       | 安来市                      | 安来市                      | 平成16年10月1日 安来市 | 安来市 |
| 折坂村               |                           | 宇賀荘村                   | 昭和26年4月1日 安来町        | 昭和29年4月1日 安来市       | 安来市                      | 安来市                      | 平成16年10月1日 安来市 | 安来市 |
| 野方村               |                           | 宇賀荘村                   | 昭和26年4月1日 安来町        | 昭和29年4月1日 安来市       | 安来市                      | 安来市                      | 平成16年10月1日 安来市 | 安来市 |
| 吉岡村               |                           | 宇賀荘村                   | 昭和26年4月1日 安来町        | 昭和29年4月1日 安来市       | 安来市                      | 安来市                      | 平成16年10月1日 安来市 | 安来市 |
| 柿谷村               |                           | 宇賀荘村                   | 昭和26年4月1日 安来町        | 昭和29年4月1日 安来市       | 安来市                      | 安来市                      | 平成16年10月1日 安来市 | 安来市 |
| 矢田村               | 矢田村                    | 能義村                     | 昭和26年4月1日 安来町        | 昭和29年4月1日 安来市       | 安来市                      | 安来市                      | 平成16年10月1日 安来市 | 安来市 |
| 実松村               |                           | 能義村                     | 昭和26年4月1日 安来町        | 昭和29年4月1日 安来市       | 安来市                      | 安来市                      | 平成16年10月1日 安来市 | 安来市 |
| 飯生村               |                           | 能義村                     | 昭和26年4月1日 安来町        | 昭和29年4月1日 安来市       | 安来市                      | 安来市                      | 平成16年10月1日 安来市 | 安来市 |
| 利弘村               |                           | 能義村                     | 昭和26年4月1日 安来町        | 昭和29年4月1日 安来市       | 安来市                      | 安来市                      | 平成16年10月1日 安来市 | 安来市 |
| 沢村                 |                           | 能義村                     | 昭和26年4月1日 安来町        | 昭和29年4月1日 安来市       | 安来市                      | 安来市                      | 平成16年10月1日 安来市 | 安来市 |
| 月坂村               |                           | 能義村                     | 昭和26年4月1日 安来町        | 昭和29年4月1日 安来市       | 安来市                      | 安来市                      | 平成16年10月1日 安来市 | 安来市 |
| 赤崎村               |                           | 能義村                     | 昭和26年4月1日 安来町        | 昭和29年4月1日 安来市       | 安来市                      | 安来市                      | 平成16年10月1日 安来市 | 安来市 |
| 東松井村             | 明治9年8月3日 改称 能義村 | 能義村                     | 昭和26年4月1日 安来町        | 昭和29年4月1日 安来市       | 安来市                      | 安来市                      | 平成16年10月1日 安来市 | 安来市 |
| 西松井村             | 西松井村                  | 飯梨村                     | 飯梨村                       | 昭和29年4月1日 安来市       | 安来市                      | 安来市                      | 平成16年10月1日 安来市 | 安来市 |
| 古川村               |                           | 飯梨村                     | 飯梨村                       | 昭和29年4月1日 安来市       | 安来市                      | 安来市                      | 平成16年10月1日 安来市 | 安来市 |
| 植田村               |                           | 飯梨村                     | 飯梨村                       | 昭和29年4月1日 安来市       | 安来市                      | 安来市                      | 平成16年10月1日 安来市 | 安来市 |
| 神庭村               |                           | 飯梨村                     | 飯梨村                       | 昭和29年4月1日 安来市       | 安来市                      | 安来市                      | 平成16年10月1日 安来市 | 安来市 |
| 岩舟村               |                           | 飯梨村                     | 飯梨村                       | 昭和29年4月1日 安来市       | 安来市                      | 安来市                      | 平成16年10月1日 安来市 | 安来市 |
| 中島村               |                           | 飯梨村                     | 飯梨村                       | 昭和29年4月1日 安来市       | 安来市                      | 安来市                      | 平成16年10月1日 安来市 | 安来市 |
| 下田頼村             | 明治9年8月3日 改称 田頼村 | 飯梨村                     | 飯梨村                       | 昭和29年4月1日 安来市       | 安来市                      | 安来市                      | 平成16年10月1日 安来市 | 安来市 |
| 石原村               | 石原村                    | 飯梨村                     | 飯梨村                       | 昭和29年4月1日 安来市       | 昭和30年1月10日 広瀬町      | 広瀬町                      | 平成16年10月1日 安来市 | 安来市 |
| 広瀬各町             | 広瀬各町                  | 広瀬町                     | 広瀬町                       | 広瀬町                      | 昭和30年1月10日 広瀬町      | 広瀬町                      | 平成16年10月1日 安来市 | 安来市 |
| 広瀬村               |                           | 広瀬町                     | 広瀬町                       | 広瀬町                      | 昭和30年1月10日 広瀬町      | 広瀬町                      | 平成16年10月1日 安来市 | 安来市 |
| 祖父谷村             |                           | 広瀬町                     | 広瀬町                       | 広瀬町                      | 昭和30年1月10日 広瀬町      | 広瀬町                      | 平成16年10月1日 安来市 | 安来市 |
| 牧谷村               | 明治8年9月5日 富田村      | 広瀬町                     | 広瀬町                       | 広瀬町                      | 昭和30年1月10日 広瀬町      | 広瀬町                      | 平成16年10月1日 安来市 | 安来市 |
| 山形帳村             | 明治8年9月5日 富田村      | 広瀬町                     | 広瀬町                       | 広瀬町                      | 昭和30年1月10日 広瀬町      | 広瀬町                      | 平成16年10月1日 安来市 | 安来市 |
| 新宮村               | 明治8年9月5日 富田村      | 広瀬町                     | 広瀬町                       | 広瀬町                      | 昭和30年1月10日 広瀬町      | 広瀬町                      | 平成16年10月1日 安来市 | 安来市 |
| 町帳村               | 明治8年10月17日 町帳村    | 広瀬町                     | 広瀬町                       | 広瀬町                      | 昭和30年1月10日 広瀬町      | 広瀬町                      | 平成16年10月1日 安来市 | 安来市 |
| 広島原村             | 明治8年10月17日 町帳村    | 広瀬町                     | 広瀬町                       | 広瀬町                      | 昭和30年1月10日 広瀬町      | 広瀬町                      | 平成16年10月1日 安来市 | 安来市 |
| 上山佐村             | 上山佐村                  | 山佐村                     | 山佐村                       | 山佐村                      | 昭和30年1月10日 広瀬町      | 広瀬町                      | 平成16年10月1日 安来市 | 安来市 |
| 下山佐村             |                           | 山佐村                     | 山佐村                       | 山佐村                      | 昭和30年1月10日 広瀬町      | 広瀬町                      | 平成16年10月1日 安来市 | 安来市 |
| 奥田原村             |                           | 山佐村                     | 山佐村                       | 山佐村                      | 昭和30年1月10日 広瀬町      | 広瀬町                      | 平成16年10月1日 安来市 | 安来市 |
| 西谷村               |                           | 山佐村                     | 山佐村                       | 山佐村                      | 昭和30年1月10日 広瀬町      | 広瀬町                      | 平成16年10月1日 安来市 | 安来市 |
| 西比田町             | 西比田町                  | 比田村                     | 比田村                       | 比田村                      | 昭和30年1月10日 広瀬町      | 広瀬町                      | 平成16年10月1日 安来市 | 安来市 |
| 西比田村             |                           | 比田村                     | 比田村                       | 比田村                      | 昭和30年1月10日 広瀬町      | 広瀬町                      | 平成16年10月1日 安来市 | 安来市 |
| 東比田村             |                           | 比田村                     | 比田村                       | 比田村                      | 昭和30年1月10日 広瀬町      | 広瀬町                      | 平成16年10月1日 安来市 | 安来市 |
| 梶福留村             |                           | 比田村                     | 比田村                       | 比田村                      | 昭和30年1月10日 広瀬町      | 広瀬町                      | 平成16年10月1日 安来市 | 安来市 |
| 菅沢村               | 明治8年9月5日 菅原村      | 布部村                     | 布部村                       | 布部村                      | 昭和32年4月1日 広瀬町に編入 | 広瀬町                      | 平成16年10月1日 安来市 | 安来市 |
| 下田原村             | 明治8年9月5日 菅原村      | 布部村                     | 布部村                       | 布部村                      | 昭和32年4月1日 広瀬町に編入 | 広瀬町                      | 平成16年10月1日 安来市 | 安来市 |
| 布部村               | 布部村                    | 布部村                     | 布部村                       | 布部村                      | 布部村                      | 昭和42年8月1日 広瀬町に編入 | 平成16年10月1日 安来市 | 安来市 |
| 宇波村               |                           | 布部村                     | 布部村                       | 布部村                      | 布部村                      | 昭和42年8月1日 広瀬町に編入 | 平成16年10月1日 安来市 | 安来市 |
| 母里町               | 母里町                    | 母里村                     | 母里村                       | 昭和27年11月3日 伯太村      | 昭和31年1月1日 町制 伯太町  | 伯太町                      | 平成16年10月1日 安来市 | 安来市 |
| 西母里村             |                           | 母里村                     | 母里村                       | 昭和27年11月3日 伯太村      | 昭和31年1月1日 町制 伯太町  | 伯太町                      | 平成16年10月1日 安来市 | 安来市 |
| 東母里村             |                           | 母里村                     | 母里村                       | 昭和27年11月3日 伯太村      | 昭和31年1月1日 町制 伯太町  | 伯太町                      | 平成16年10月1日 安来市 | 安来市 |
| 北安田村             | 明治8年9月5日 安田村      | 安田村                     | 安田村                       | 昭和27年11月3日 伯太村      | 昭和31年1月1日 町制 伯太町  | 伯太町                      | 平成16年10月1日 安来市 | 安来市 |
| 服部村               | 明治8年9月5日 安田村      | 安田村                     | 安田村                       | 昭和27年11月3日 伯太村      | 昭和31年1月1日 町制 伯太町  | 伯太町                      | 平成16年10月1日 安来市 | 安来市 |
| 上清瀬村             | 明治8年9月5日 安田村      | 安田村                     | 安田村                       | 昭和27年11月3日 伯太村      | 昭和31年1月1日 町制 伯太町  | 伯太町                      | 平成16年10月1日 安来市 | 安来市 |
| 安田中村             |                           | 安田村                     | 安田村                       | 昭和27年11月3日 伯太村      | 昭和31年1月1日 町制 伯太町  | 伯太町                      | 平成16年10月1日 安来市 | 安来市 |
| 安田関村             |                           | 安田村                     | 安田村                       | 昭和27年11月3日 伯太村      | 昭和31年1月1日 町制 伯太町  | 伯太町                      | 平成16年10月1日 安来市 | 安来市 |
| 安田宮内村           |                           | 安田村                     | 安田村                       | 昭和27年11月3日 伯太村      | 昭和31年1月1日 町制 伯太町  | 伯太町                      | 平成16年10月1日 安来市 | 安来市 |
| 安田山形村           |                           | 安田村                     | 安田村                       | 昭和27年11月3日 伯太村      | 昭和31年1月1日 町制 伯太町  | 伯太町                      | 平成16年10月1日 安来市 | 安来市 |
| 未明村               |                           | 安田村                     | 安田村                       | 昭和27年11月3日 伯太村      | 昭和31年1月1日 町制 伯太町  | 伯太町                      | 平成16年10月1日 安来市 | 安来市 |
| 井尻町               | 井尻町                    | 井尻村                     | 井尻村                       | 昭和27年11月3日 伯太村      | 昭和31年1月1日 町制 伯太町  | 伯太町                      | 平成16年10月1日 安来市 | 安来市 |
| 市中屋村             | 明治8年9月5日 市中屋村    | 井尻村                     | 井尻村                       | 昭和27年11月3日 伯太村      | 昭和31年1月1日 町制 伯太町  | 伯太町                      | 平成16年10月1日 安来市 | 安来市 |
| 大平村               | 明治8年9月5日 市中屋村    | 井尻村                     | 井尻村                       | 昭和27年11月3日 伯太村      | 昭和31年1月1日 町制 伯太町  | 伯太町                      | 平成16年10月1日 安来市 | 安来市 |
| 三坂大畑村           | 明治8年9月5日 市中屋村    | 井尻村                     | 井尻村                       | 昭和27年11月3日 伯太村      | 昭和31年1月1日 町制 伯太町  | 伯太町                      | 平成16年10月1日 安来市 | 安来市 |
| 高江寸次村           |                           | 井尻村                     | 井尻村                       | 昭和27年11月3日 伯太村      | 昭和31年1月1日 町制 伯太町  | 伯太町                      | 平成16年10月1日 安来市 | 安来市 |
| 須山福富村           |                           | 井尻村                     | 井尻村                       | 昭和27年11月3日 伯太村      | 昭和31年1月1日 町制 伯太町  | 伯太町                      | 平成16年10月1日 安来市 | 安来市 |
| 日次村               |                           | 井尻村                     | 井尻村                       | 昭和27年11月3日 伯太村      | 昭和31年1月1日 町制 伯太町  | 伯太町                      | 平成16年10月1日 安来市 | 安来市 |
| 横屋村               |                           | 井尻村                     | 井尻村                       | 昭和27年11月3日 伯太村      | 昭和31年1月1日 町制 伯太町  | 伯太町                      | 平成16年10月1日 安来市 | 安来市 |
| 峠之内村             |                           | 井尻村                     | 井尻村                       | 昭和27年11月3日 伯太村      | 昭和31年1月1日 町制 伯太町  | 伯太町                      | 平成16年10月1日 安来市 | 安来市 |
| 赤屋村               | 赤屋村                    | 赤屋村                     | 赤屋村                       | 昭和29年4月1日 伯太村に編入 | 昭和31年1月1日 町制 伯太町  | 伯太町                      | 平成16年10月1日 安来市 | 安来市 |
| 下小竹村             |                           | 赤屋村                     | 赤屋村                       | 昭和29年4月1日 伯太村に編入 | 昭和31年1月1日 町制 伯太町  | 伯太町                      | 平成16年10月1日 安来市 | 安来市 |
| 上小竹村             |                           | 赤屋村                     | 赤屋村                       | 昭和29年4月1日 伯太村に編入 | 昭和31年1月1日 町制 伯太町  | 伯太町                      | 平成16年10月1日 安来市 | 安来市 |
| 下十年畑村           |                           | 赤屋村                     | 赤屋村                       | 昭和29年4月1日 伯太村に編入 | 昭和31年1月1日 町制 伯太町  | 伯太町                      | 平成16年10月1日 安来市 | 安来市 |
| 上十年畑村           |                           | 赤屋村                     | 赤屋村                       | 昭和29年4月1日 伯太村に編入 | 昭和31年1月1日 町制 伯太町  | 伯太町                      | 平成16年10月1日 安来市 | 安来市 |
| 草野村               |                           | 赤屋村                     | 赤屋村                       | 昭和29年4月1日 伯太村に編入 | 昭和31年1月1日 町制 伯太町  | 伯太町                      | 平成16年10月1日 安来市 | 安来市 |

## 行政
歴代郡長
| 代 | 氏名 | 就任年月日                | 退任年月日                | 備考                   |
| -- | ---- | ------------------------- | ------------------------- | ---------------------- |
| 1  |      | 明治12年（1879年）1月12日 |                           |                        |
|    |      |                           | 大正15年（1926年）6月30日 | 郡役所廃止により、廃官 |